# Alstom avelia
 (juin 2025).
Si vous disposez d'ouvrages ou d'articles de référence ou si vous connaissez des sites web de qualité traitant du thème abordé ici, merci de compléter l'article en donnant les références utiles à sa vérifiabilité et en les liant à la section « Notes et références ».
La famille Avelia du constructeur Alstom est une famille de matériel roulant ferroviaire développée, construite et commercialisée par Alstom (avec ou sans partenaires) couvrant un panel de trains à grande vitesse, tous automoteurs. Elle comprend différents produits, destinés principalement aux marchés en Europe, en Afrique et aux États-Unis. Les trains Avelia sont déclinés en multicaisses, avec un seul ou deux niveaux, à motorisation électrique.

## Avelia Pendolino
Les trains Pendolino furent développés par Fiat Ferroviaria dès 1960, mais suite au rachat de cette dernière par Alstom en 2000, les trains Pendolino sont développés désormais par Alstom. Ces trains sont pour la plupart pendulaires, c'est-à-dire qu'ils peuvent s'incliner dans les virages, permettant de les prendre plus rapidement.
Les Pendolino sont utilisés dans les pays suivants :
| Pays        | Séries      | Années de livraison    | Notes                                                                                        |
| ----------- | ----------- | ---------------------- | -------------------------------------------------------------------------------------------- |
| Italie      | ETR 401     | 1960                   | N'a pas dépassé le stade de prototype                                                        |
| Italie      | ETR 450     | dès 1988               | En service uniquement en Italie Monocourant                                                  |
| Italie      | ETR 460     | dès 1993               | En service entre Milan et Lyon Polytension                                                   |
| Italie      | ETR 470     | dès 1996               | En service entre l'Italie, la Suisse et l'Allemagne Polytension                              |
| Italie      | ETR 480-485 | dès 1997               | En service uniquement en Italie Bicourant                                                    |
| Italie      | ETR 600-610 | dès 2007               | Les 610 sont communs aux CFF et à Trenitalia Polytension                                     |
| Italie      | ETR 675     | dès 2017               | Appartient à NTV Dérivé des ETR 600/610 Ce train n'est pas pendulaire Polytension            |
| Finlande    | S220        | dès 1995               | Dérivé des ETR 460                                                                           |
| Royaume-Uni | Class 390   | de 2001 à 2004         | Appartient à Virgin Trains Actif sur la West Coast Main Line                                 |
| Espagne     | S-490       | milieu des années 1990 | Actif sur la ligne Madrid - Valence Dérivé de l'ETR 470 Surnommé Alaris 490 et InterCity2000 |
| Pologne     | ED250       | 2014                   | Actif sur les lignes Varsovie - Gdansk et Varsovie - Cracovie/Katowice                       |
| Portugal    |             | 1998                   | Service Alfa Pendular Dérivé de l'ETR 480 Actif sur l'axe majeur nord-sud Braga - Faro       |
| Slovénie    |             |                        | Dérivé de l'ETR 460 Actif sur l'axe Ljubljana - Maribor                                      |

### Galerie de photographies

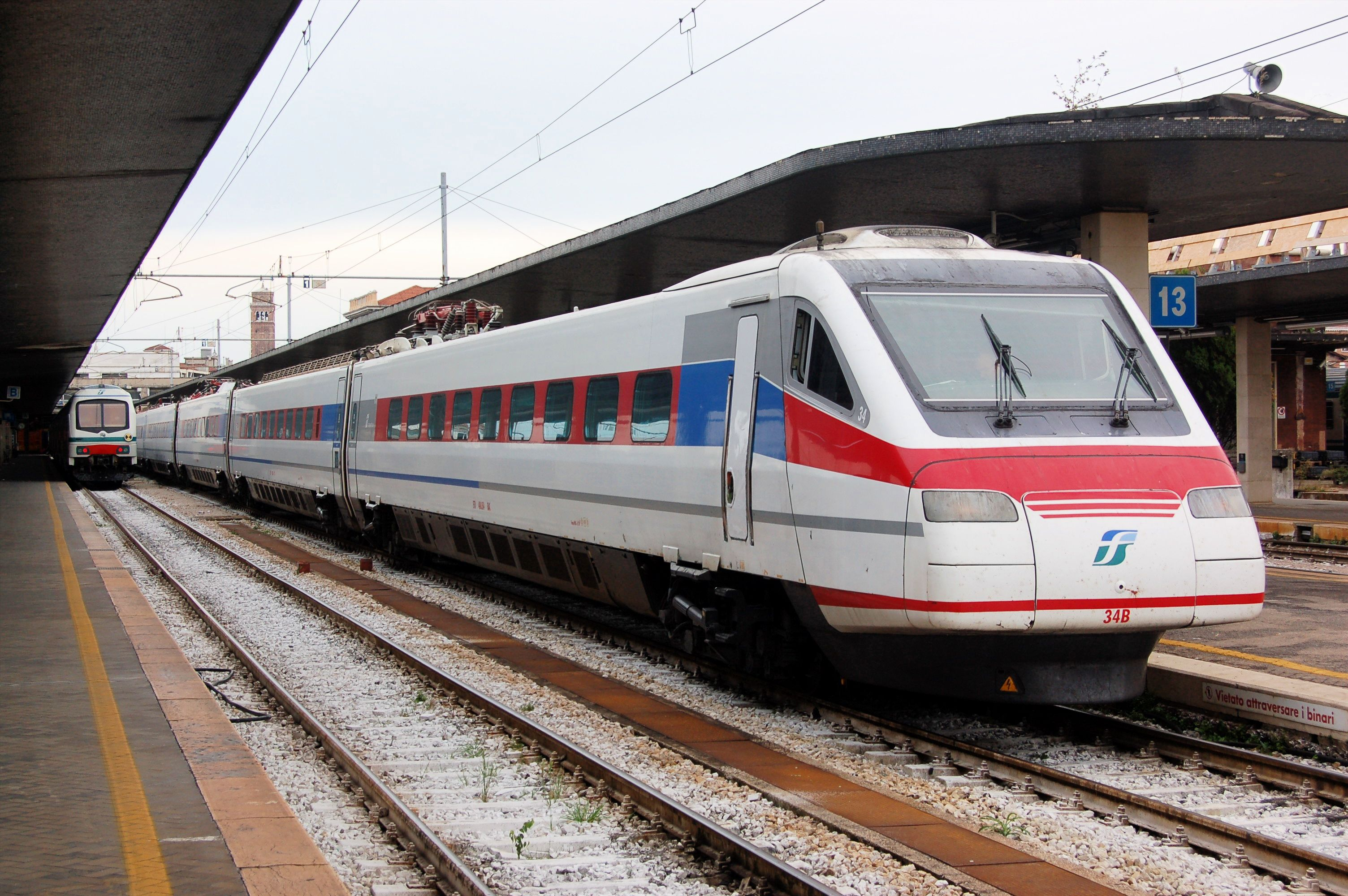
Un Pendolino italien (ETR 460)
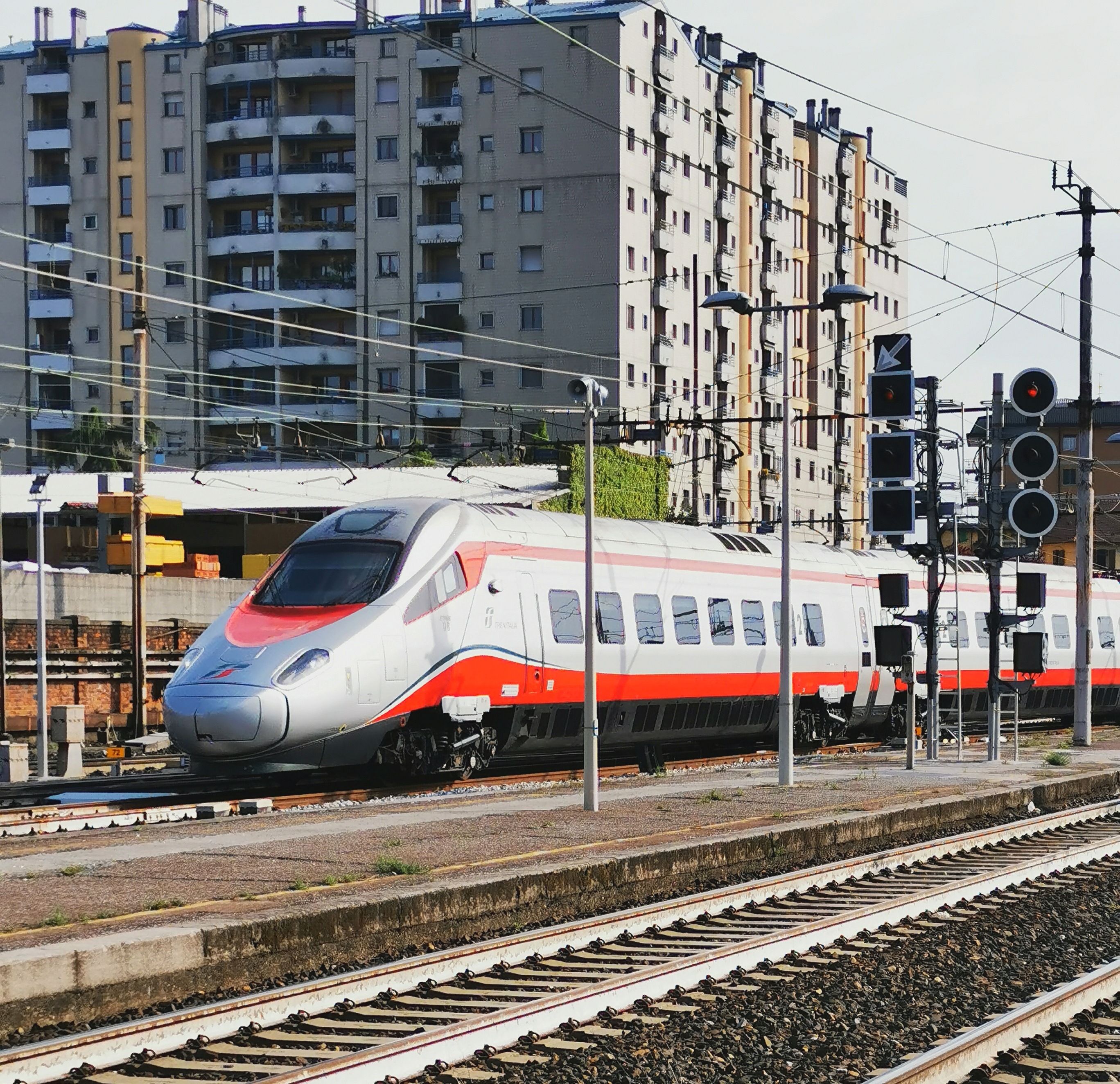
Un Pendolino italien (ETR 600)
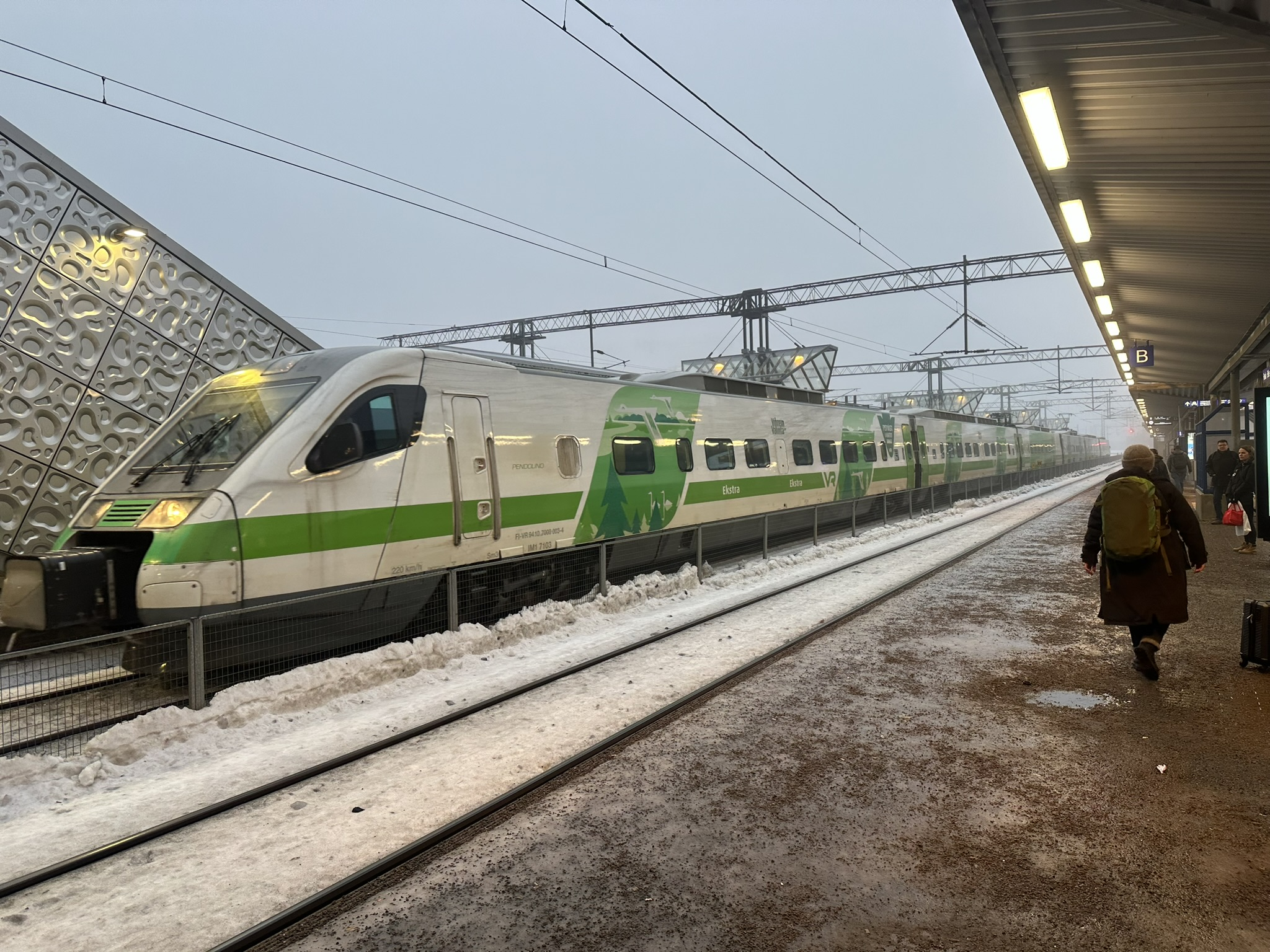
Un Pendolino finlandais (S220)
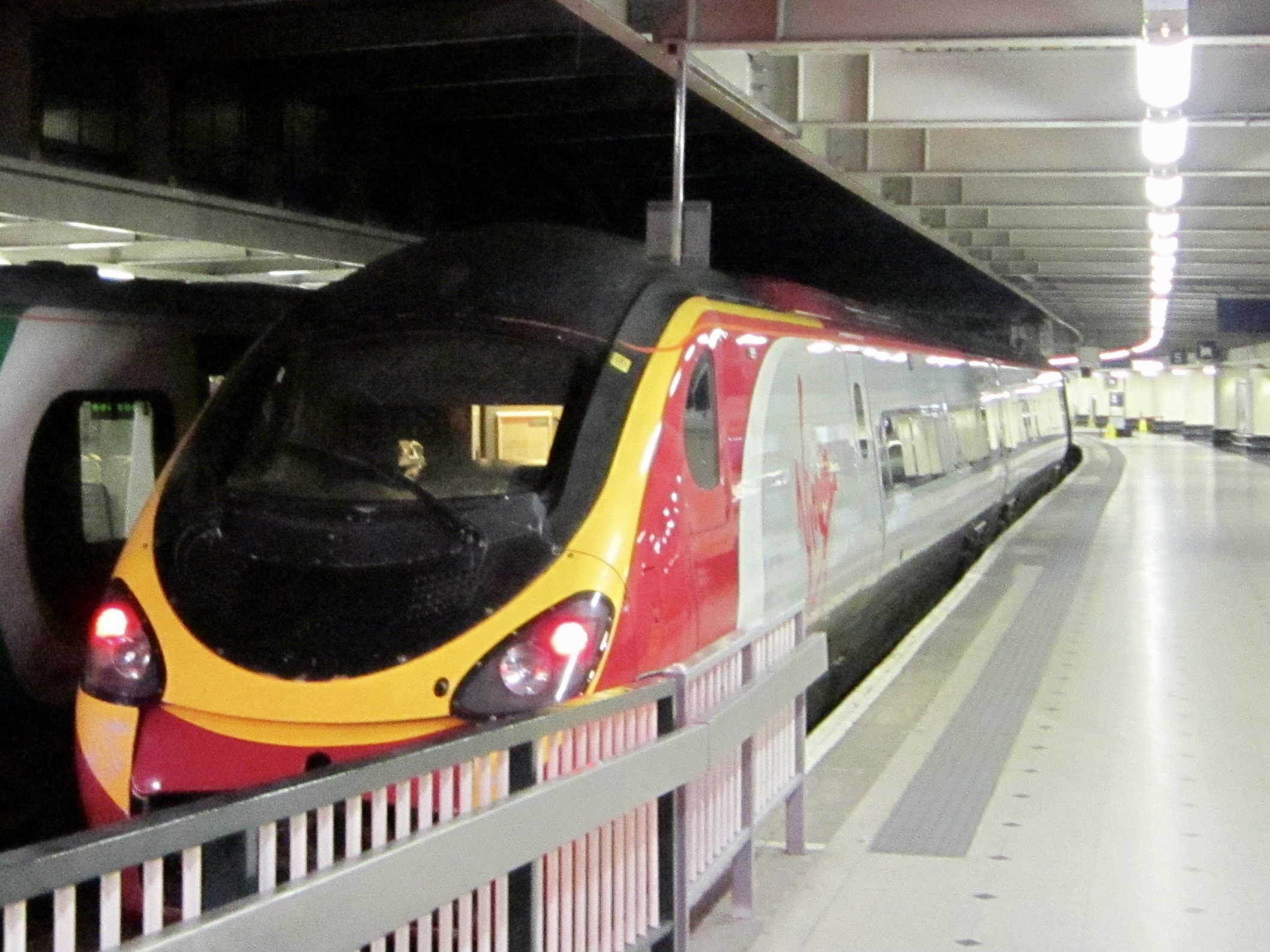
Un Pendolino de Virgin Trains (Class 390)
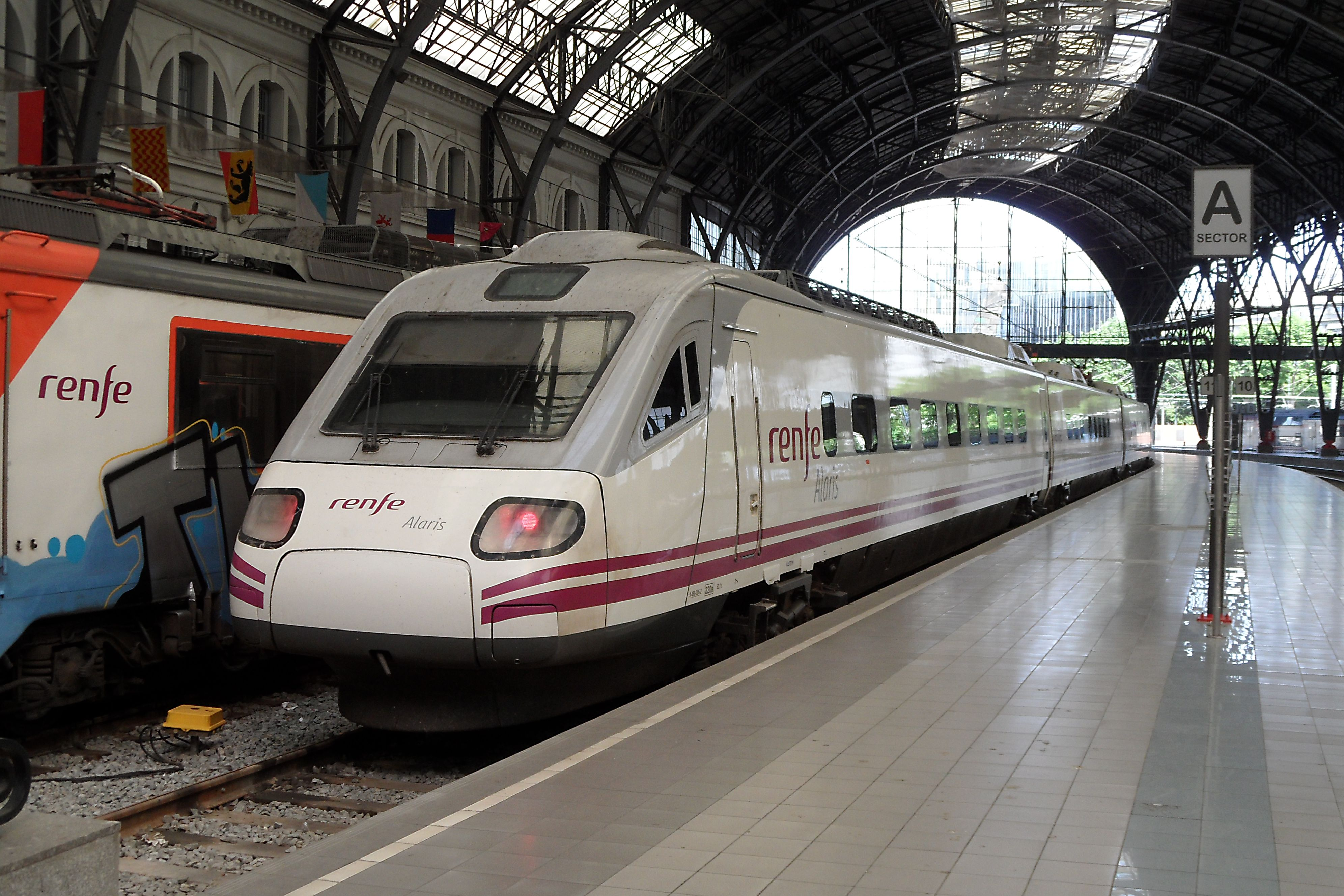
Un Pendolino de la RENFE (S-490)
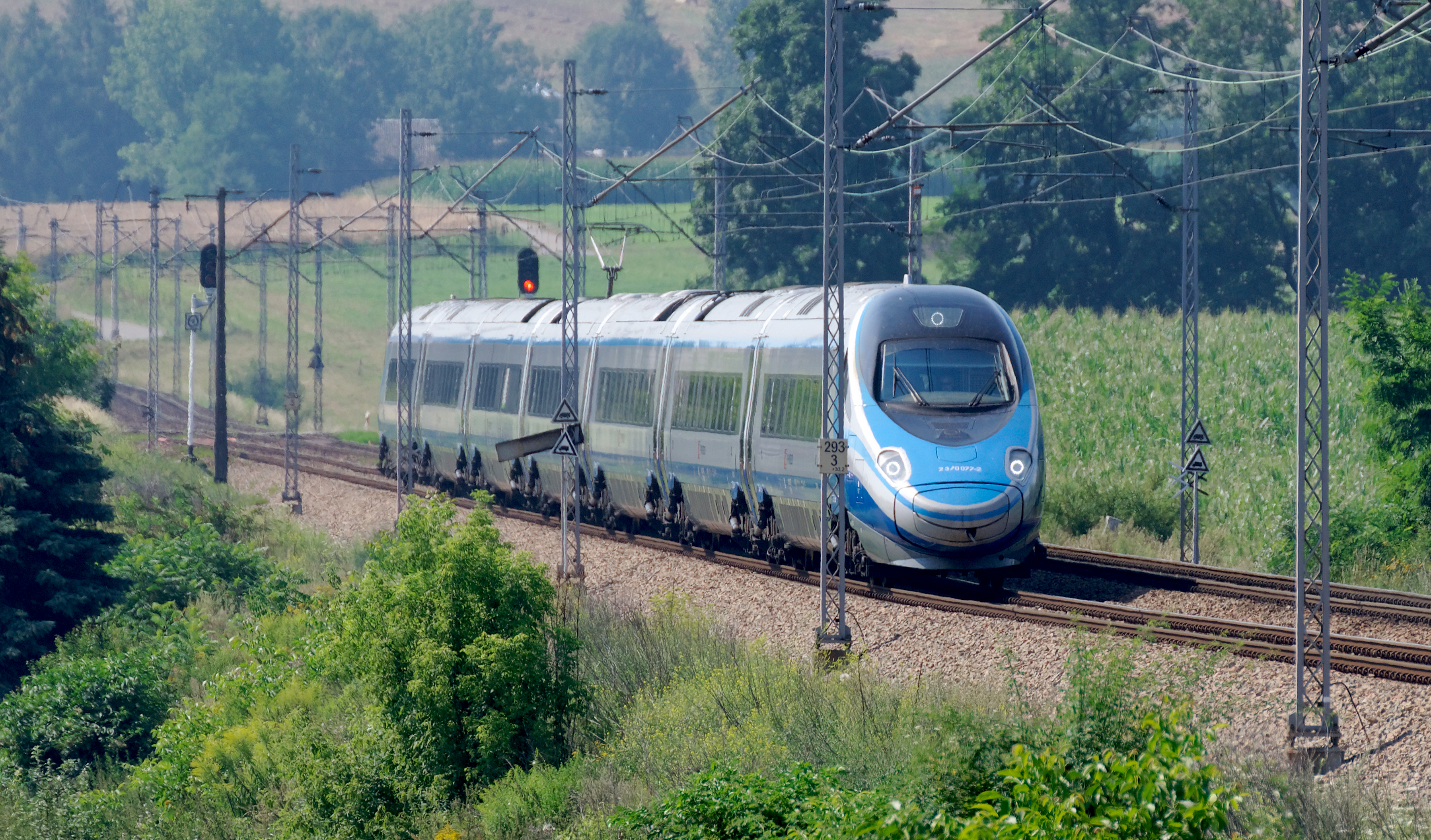
Un Pendolino de PKP (ED250)
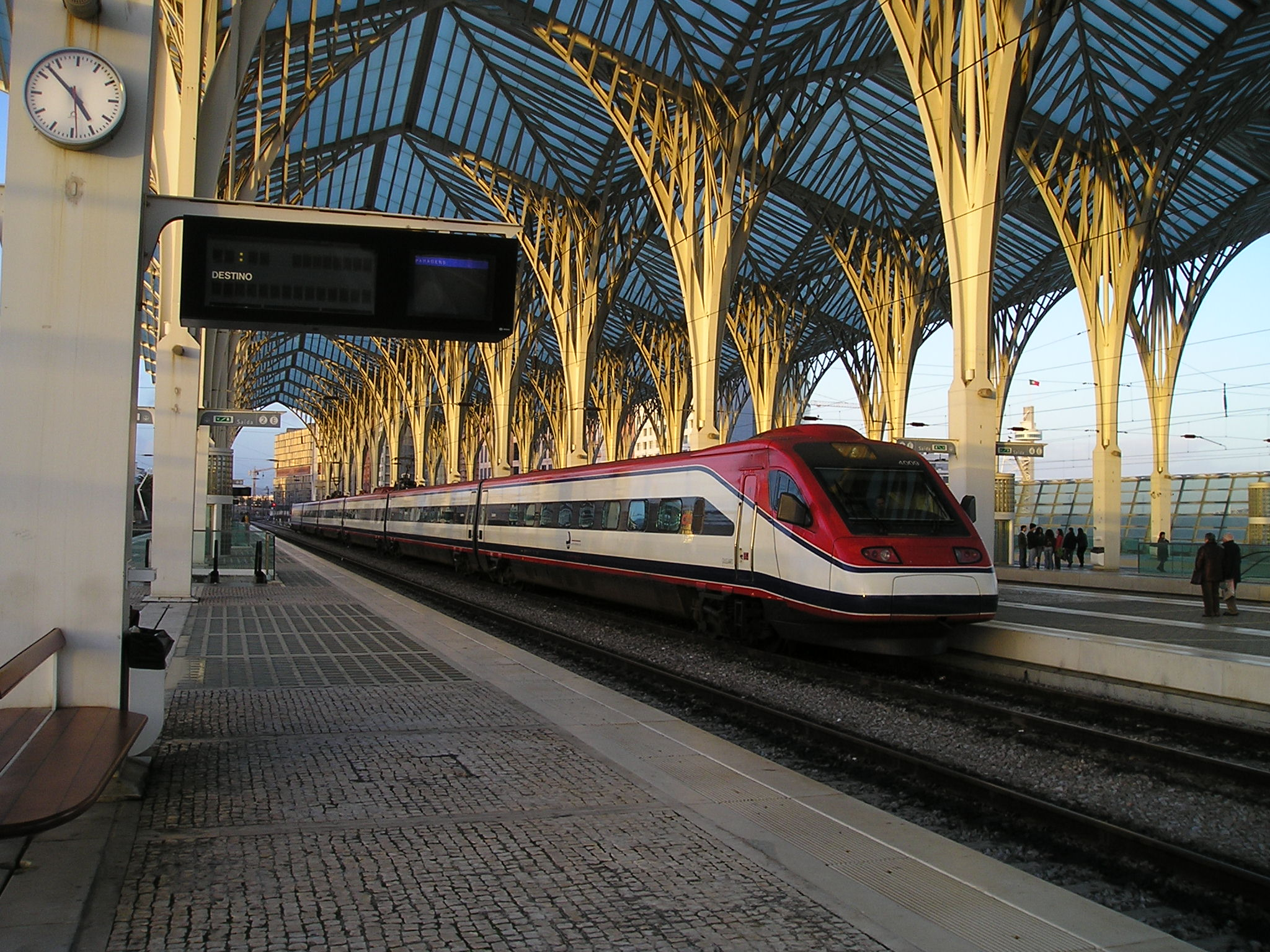
Un Pendolino portugais (Alfa Pendular)
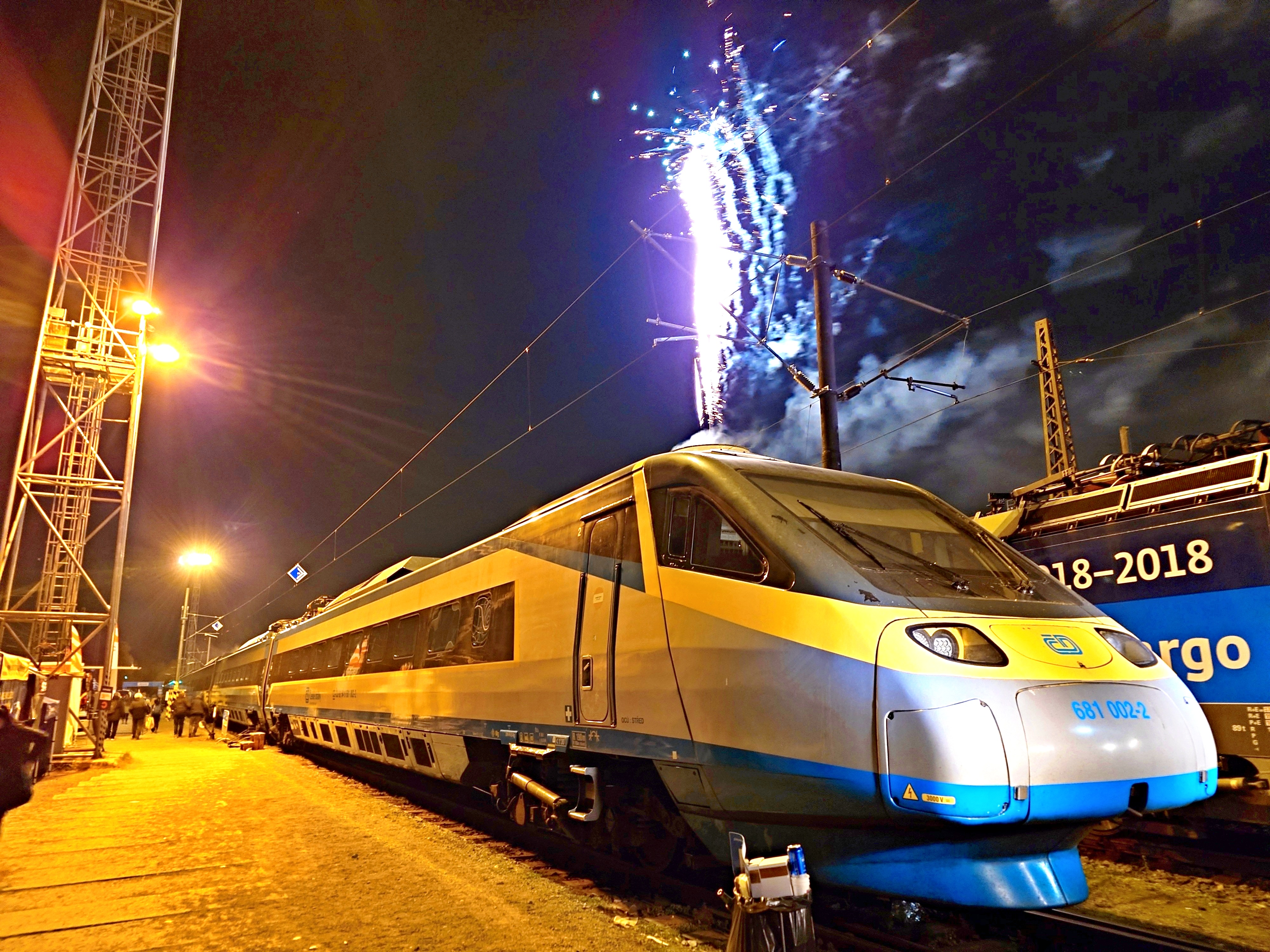
Un Pendolino slovène

## Avelia AGV
L'Automotrice à Grande Vitesse (AGV) possède une histoire un peu particulière : il fut conçu comme successeur des TGV Duplex, mais ne fut pas commandé par la SNCF car, bien qu'innovatif, il ne possédait qu'un niveau contrairement aux Duplex.
Il a la particularité d'avoir une motorisation répartie, de pouvoir rouler plus vite que les séries de TGV préexistantes (360 km/h) et d'être modulable (le nombre de voitures peut varier entre 7 et 14 voitures).
L'AGV n'a été commandé que par l'opérateur italien NTV. Il est surnommé .Italo. Le train fut livré en 25 exemplaires en 2011 et 2012. Il assure aujourd'hui les relations Turin - Naples, Rome - Venise et Turin - Ancône. Le train a la particularité de posséder une voiture cinéma.
A ce jour, Alstom n'a reçu aucune autre commande.

### Galerie de photographies

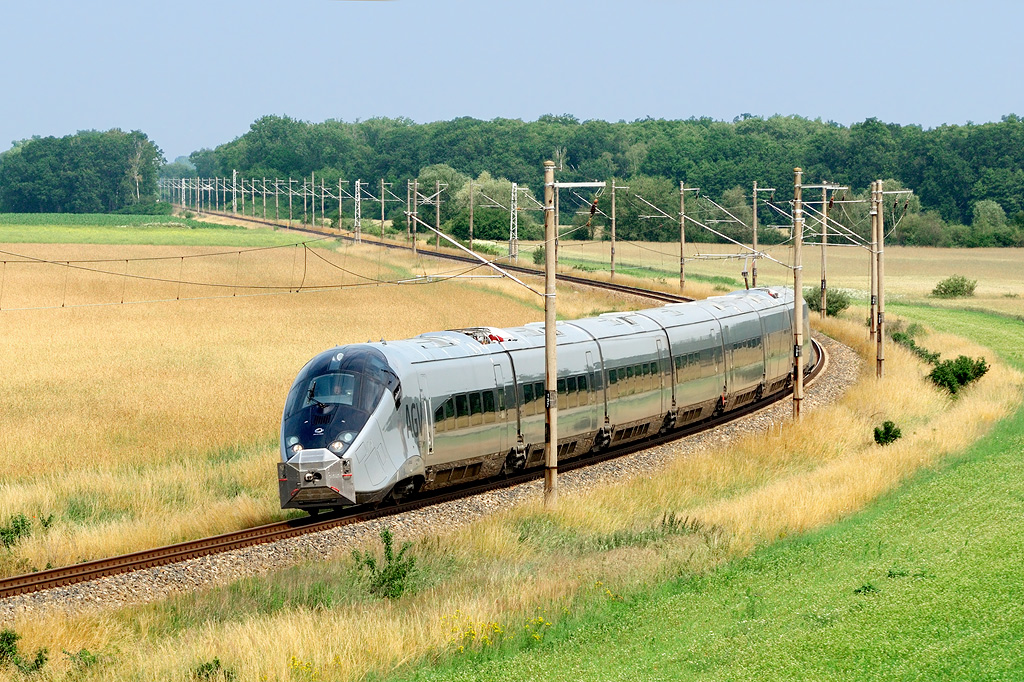
Un AGV sur le circuit de Velim, en tests
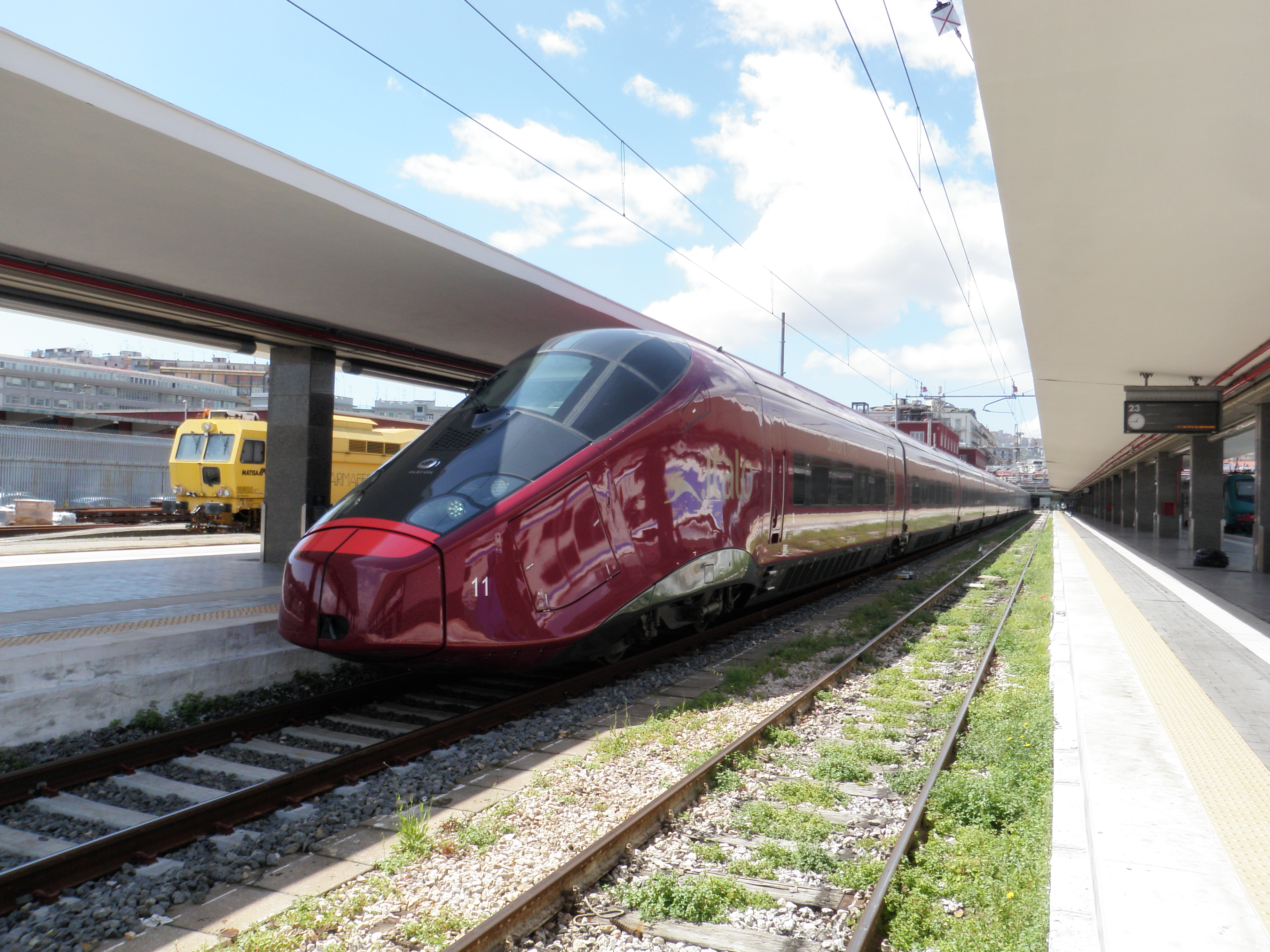
Un AGV d'Italo

## Avelia Euroduplex
L'Avelia Euroduplex est parfois nommé TGV Euroduplex, TGV 2N2 et RGV 2N. Celui-ci est exploité par la SNCF et l'ONCF et est la troisième génération de TGV Duplex.
La SNCF a reçu de 2011 à 2022 124 exemplaires, dont 2 sont gardés en réserve. Ces trains peuvent circuler sous 15kV - 16,7 Hz et donc en Allemagne et en Suisse et au Luxembourg. Certains trains sont utilisés pour Ouigo Espana.
L'ONCF a elle reçu 12 exemplaires. Ces trains circulent sur la LGV Tanger - Kénitra à 320 km/h et sur le reste du réseau marocain à 200 ou 160 km/h.

### Galerie de photographies

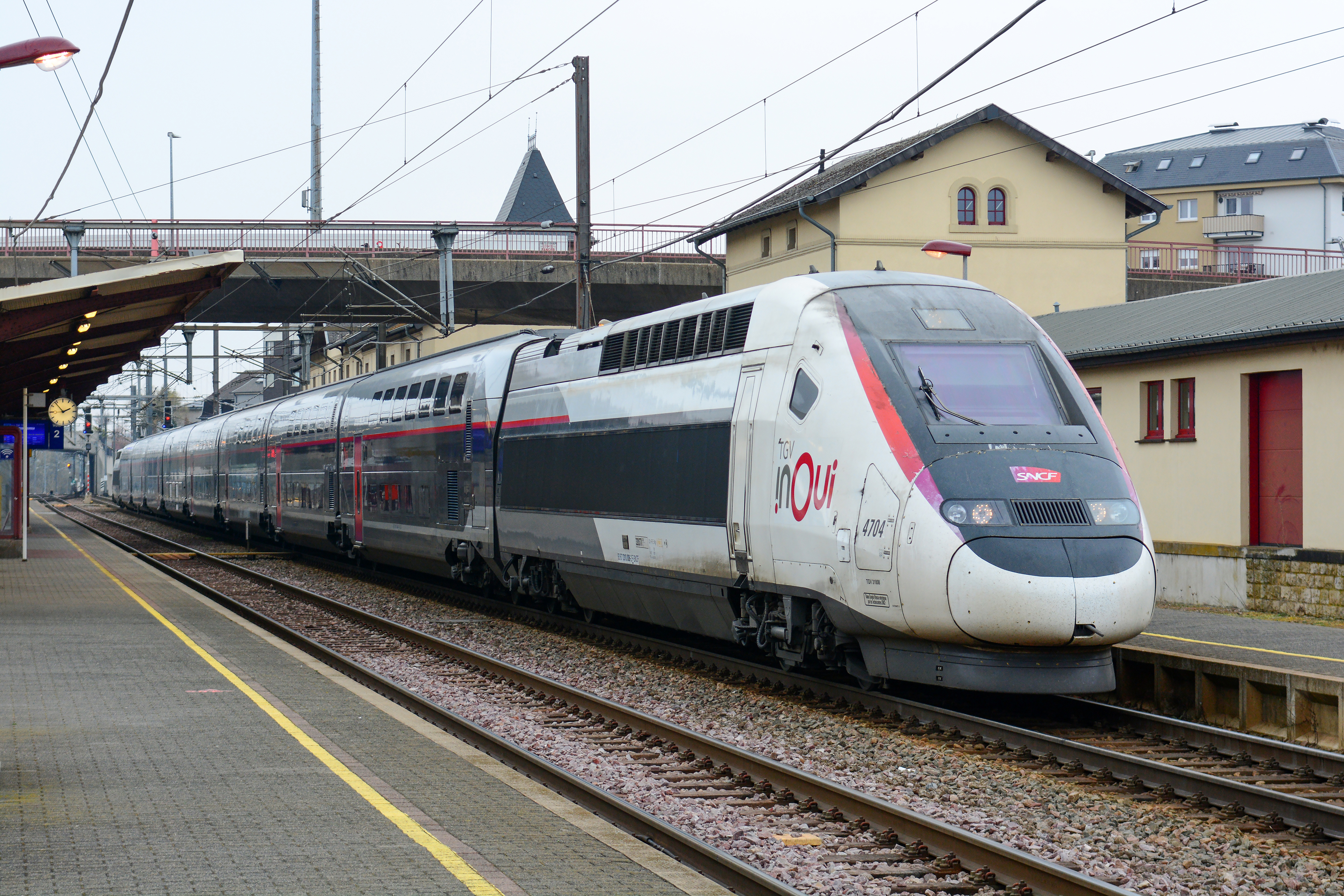
Un Avelia Euroduplex de la SNCF
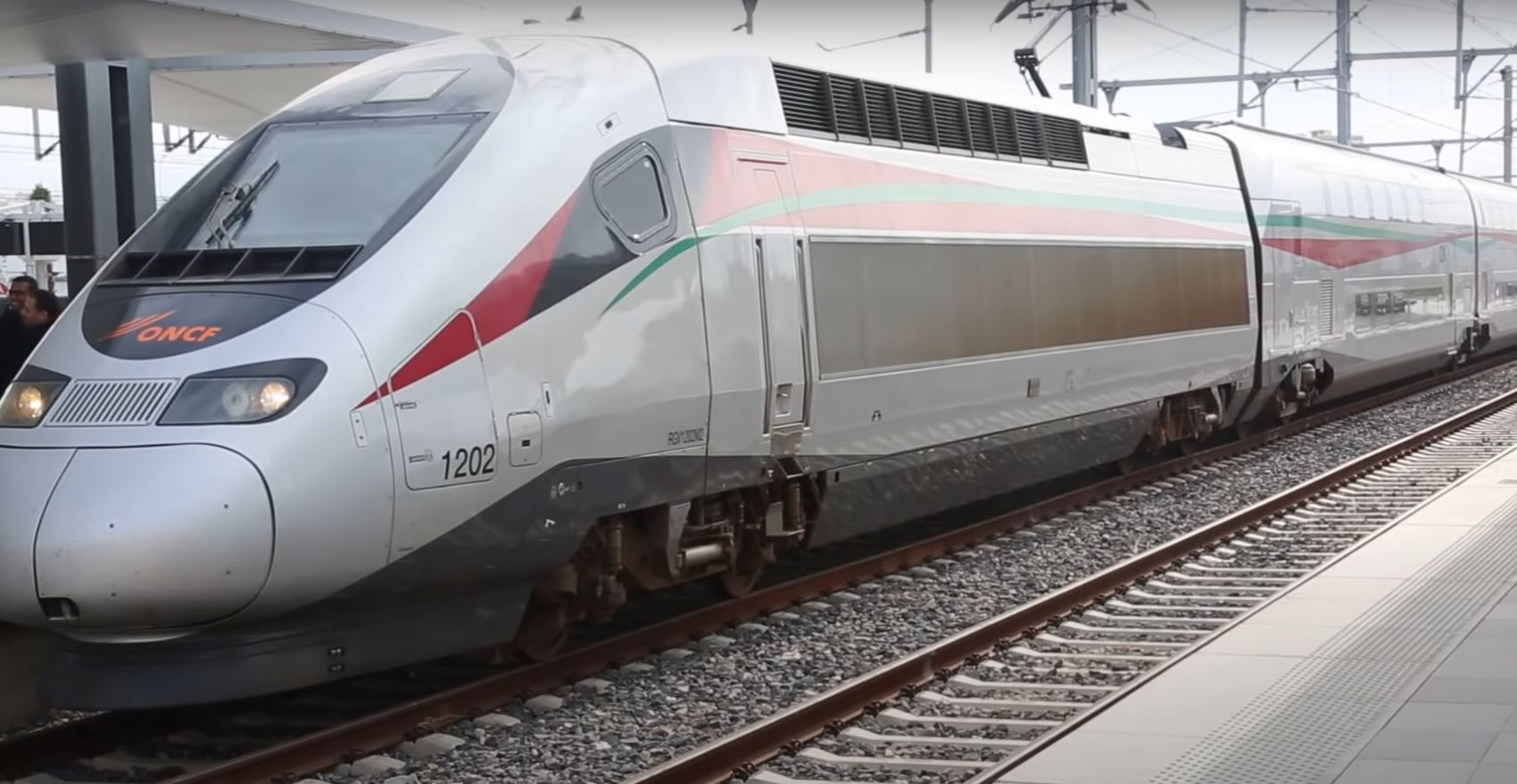
Un Avelia Euroduplex de l'ONCF

## Avelia Liberty
L'Avelia Liberty est un dérivé de l'Avelia Horizon adapté au trafic nord-américain. Il fut en effet commandé par Amtrak pour remplacer les Acela Express en fin de vie. Ce train est prévu pour circuler sur le corridor nord-est (Washington - Philadelphie - New York - Boston).
Les Avelia Liberty devaient entrer en service dès 2021, mais des problèmes d'homologation ont repoussé cette échéance au printemps 2025,.

### Galerie de photographies

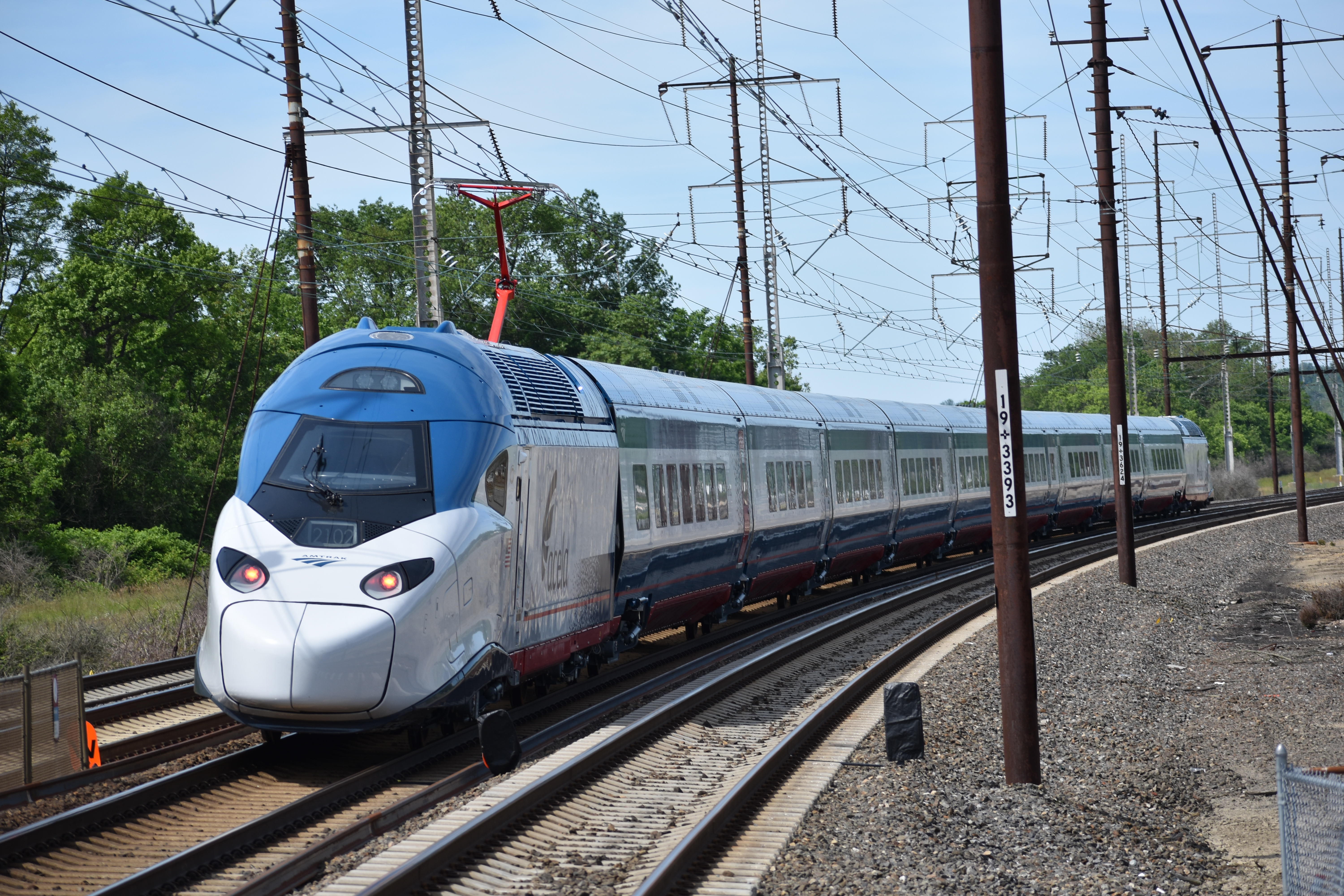
Un Avelia Liberty
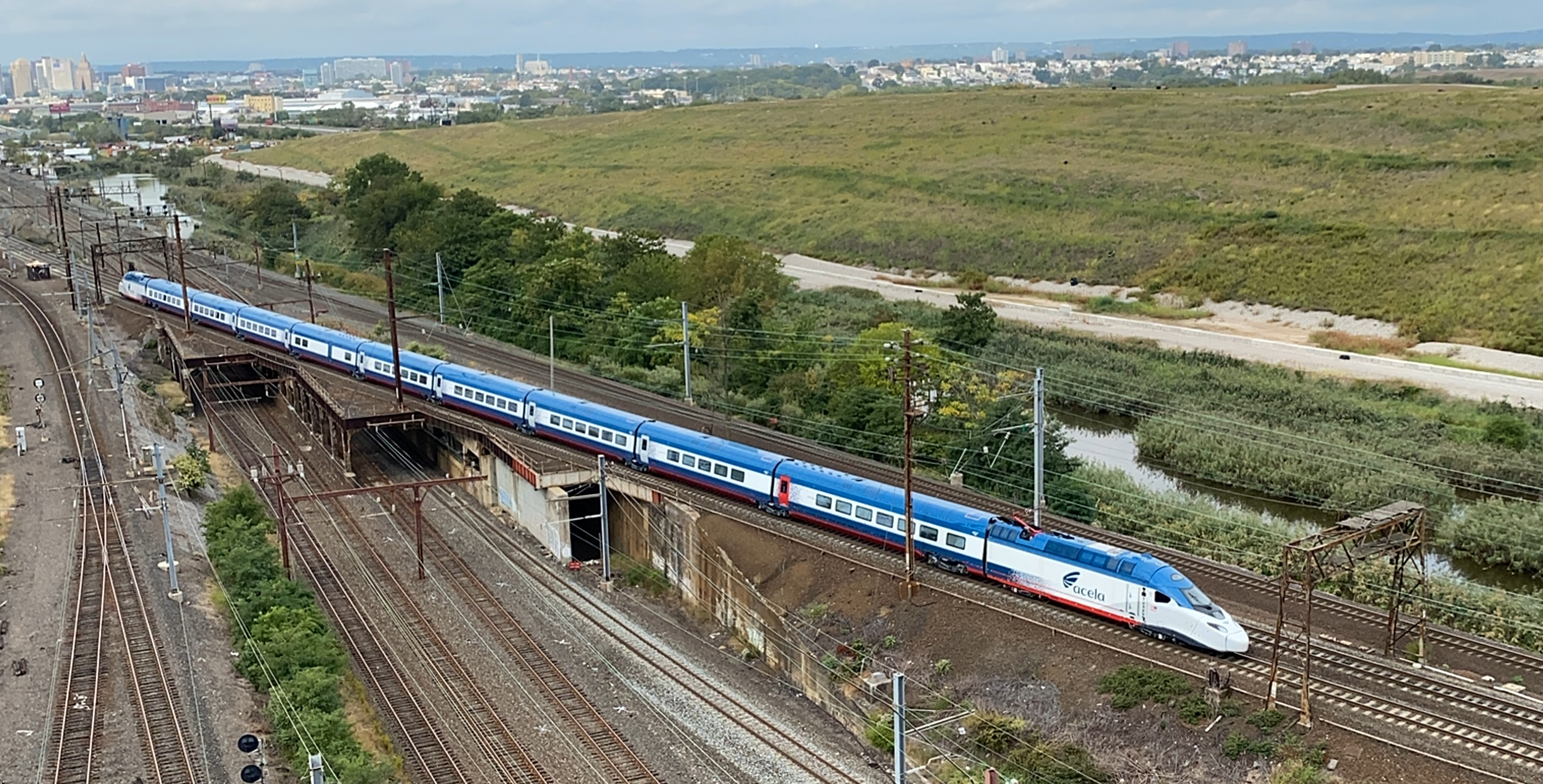
Un autre Avelia Liberty

## Avelia Horizon
L'Avelia Horizon possède de nombreux surnoms : TGV M, TGV du futur, TGV 2020, TGV InOui 2025. Il est la cinquième génération de TGV. Ces trains ont été commandés par la SNCF, l'ONCF et Velvet (anciennement Proxima). Ces trains possèdent 2 motrices encadrant 7 à 9 voitures.
La SNCF a commandé 115 rames. La première rame a été livrée en 2022. Après des tests à l'étranger, les trains sont en test en France. Leur mise en service a été de nombreuses fois repoussée, elle est à ce jour (6 juin 2025), prévue de 2026 à 2033.
L'ONCF a commandé 18 rames.
Proxima a commandé 12 rames.

### Galerie de photographies

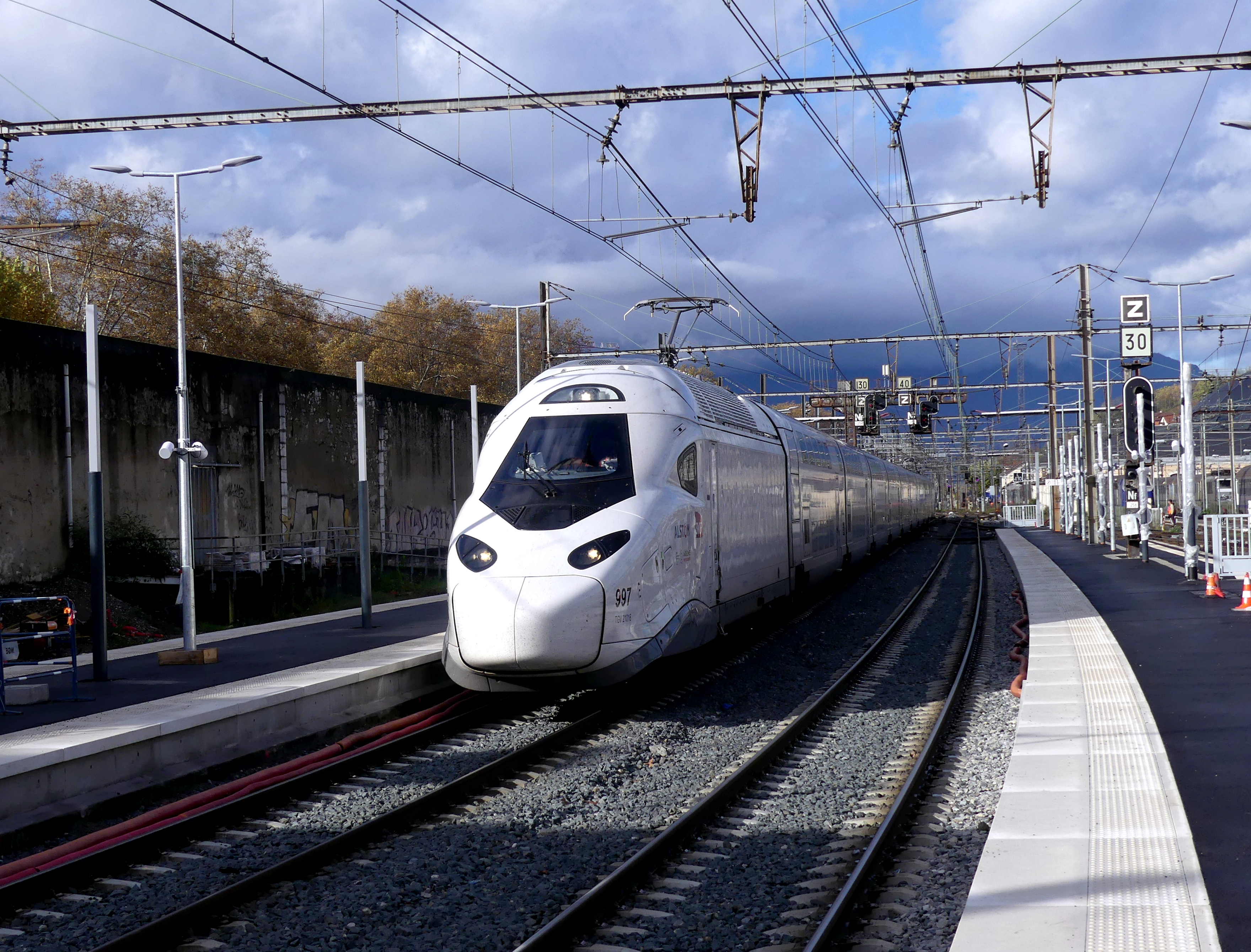
Un Avelia Horizon de la SNCF à Chambéry
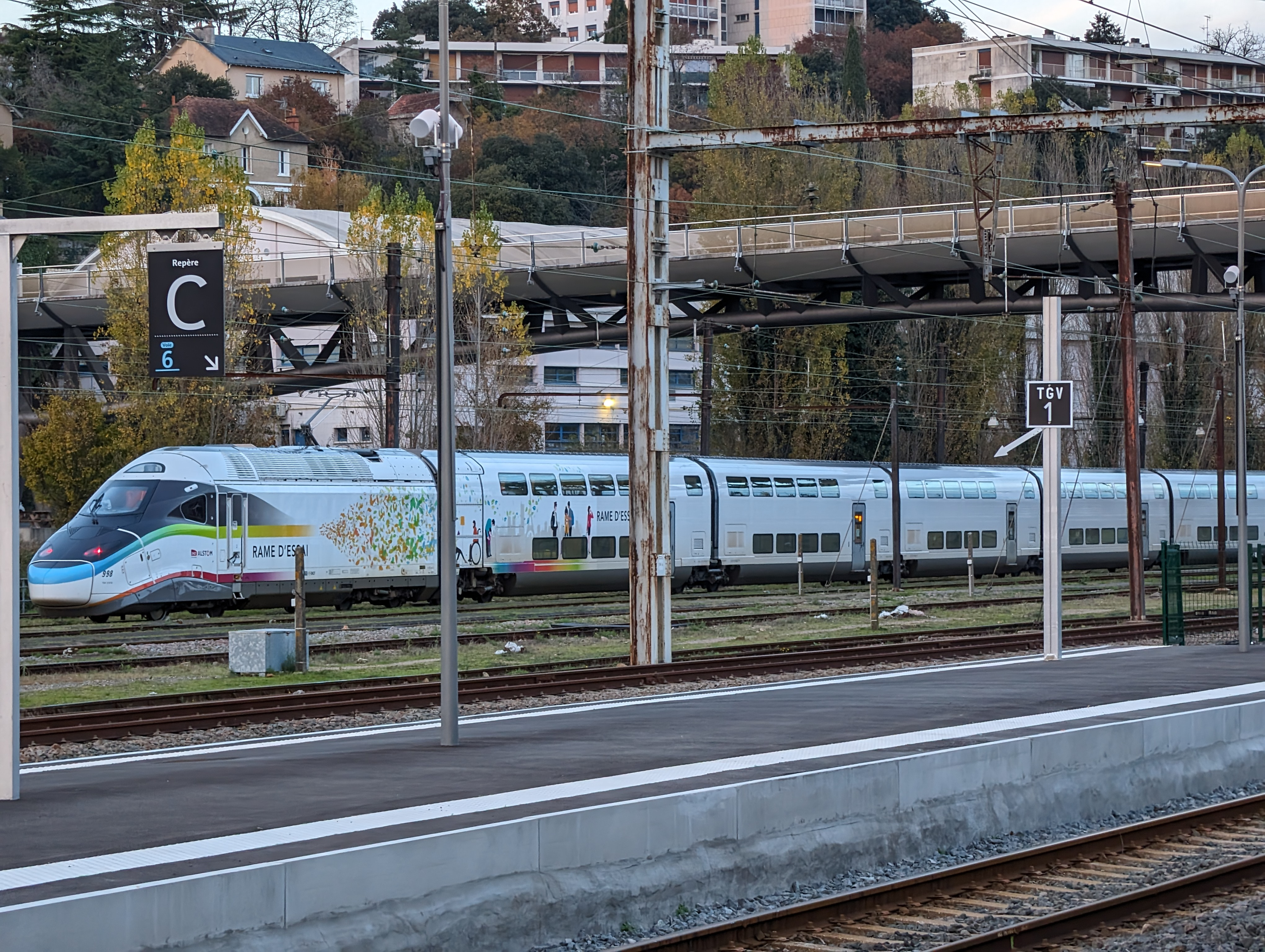
TGV M en livrée expérimentale